# Ischnura taitensis
Ischnura taitensis là một loài chuồn chuồn kim trong họ Coenagrionidae.
Ischnura taitensis được Selys miêu tả khoa học năm 1876.